# Argyresthia nivifraga
Argyresthia nivifraga is een vlinder uit de familie van de pedaalmotten (Argyresthiidae). De wetenschappelijke naam van de soort werd in 1955 gepubliceerd door Diakonoff.